# Haplogrupo N (ADN-Y)
Em genética humana, o haplogrupo N (ADN-Y) é um haplogrupo do cromossoma Y humano definido principalmente pela mutação M231, que deriva tal como o haplogrupo O, do haplogrupo NO. Encontra-se distribuido no Norte da Eurásia. Possíveis pontos de origem incluem sul-oeste da China, a partir do qual a população se espalhou tanto para a região do Báltico e para a Sibéria há cerca de 10.000 anos pela região do Altai. Este haplogrupo está dividido em vários ramos:
- O ramo dominante N-M46 encontra-se amplamente distribuído na Sibéria e no norte da Europa. Na sua extensão ocidental, a maior concentração encontra-se entre os finlandeses, letões e lituanos.
- O N-L708 é o único ramo do N-M178, que foi encontrado a oeste dos Urais e o N-L550 é típico da região sul-báltica da lituania, bielo-russos e polacos. Além disso, encontra-se entre os escandinavos numa concentração inferior a um porcento nas Ilhas Britânicas.
- O N-L1034 é típico nas amostras Húngara e indica o marcador Úgrico dentro N-M46.
- A linhagem menos comum N-M128 apresenta uma distribuição dispersa na Ásia, com pequenas concentrações em áreas do Cazaquistão, Coréia e China.
- O ramo N-P43  inclui dois grupos, um na área de Ural-Volga e outra mais a leste. A população do ramo  indiferenciado N1* encontra-se amplamente distribuída em níveis baixos de ocorrência com uma fraca concentração no Camboja e sul da China.
- O haplogrupo N também foi encontrado em concentração moderada na Europa Oriental e em baixa concetração na Anatólia.